# Cueva de la Vieja
Cueva de la Vieja – jaskinia znajdująca się w pobliżu miejscowości Alpera w prowincji Albacete w hiszpańskiej wspólnocie autonomicznej Kastylia-La Mancha. Stanowisko archeologiczne.
Jaskinia została odkryta w 1910 roku przez Pascuala Serrano Gómeza, który następnie przebadał ją wspólnie z Henrim Breuilem i Juanem Cabré. W 1924 roku jaskinia otrzymała status Monumento Histórico Artístico.
Wewnątrz jaskini znajduje się grupa ponad 170 malowideł epipaleolitycznych datowanych na okres 10000-6000 lat BP, wykonanych w tzw. stylu lewantyńskim. Wykonane czerwoną farbą za pomocą ptasich piór rysunki ukazują sceny związane z polowaniami. Wśród postaci ludzkich przedstawiono 33 łuczników, 13 mężczyzn i 2-3 kobiety. Widać także wizerunki łuków i strzał oraz faunę będącą obiektem łowów: 15 jeleni, 10 kozic, 5 byków, konia, 6 drapieżników i kilka niezidentyfikowanych gatunków zwierząt. Oprócz tego w jaskini znajduje się 37 malowideł neolitycznych z okresu 6500-3200 p.n.e., przedstawiających abstrakcyjne znaki geometryczne (tzw. schematyczna sztuka iberyjska).